# Fluidum
A fluidum latin eredetű szó. Régies kifejezése a folyadéknak, de egyes idealista filozófiai áramlatok elképzelése szerint láthatatlan szellemi áram, amely az istenségből vagy az emberi testből sugárzik ki.
Geológia: A folyadékoknak, gázoknak, gőzöknek egy közös elnevezése. A geológiában fluidumnak számít minden olyan anyag, amelyik képes viszkózus áramlásra.  Fluidumok pl.: víz, kőolaj, földgáz. Ezen áramlás történhet a felszínen vagy akár a konszolidálatlan kőzet pórus terében is. 
Fluidumnak nevezték a régi fizikusok azt a hipotetikus anyagot, mellyel a különböző fizikai jelenségeket magyarázták. Szerintük a nehézsége mérhetetlenül kicsi, úgyhogy a testekbe belejutva nem okoznak súlyváltozást. Létezett hő-fluidum, amely a testbe be- illetve kilépve azok hőmérsékletét nagyobbítja, vagy csökkenti. A fényjelenségeket is a testekből kiáramló fluidumra vezették vissza.
Mágneses fluidum: a mágneses állapotot hozta létre. Megkülönböztettek északi és déli fluidumot.
Elektromos fluidum: Kétféle fluidum szolgált az elektromos jelenségekre: 1. Fluidum\fluid: a gyógyszerészetben híg, folyékony állapotot jelent és különösen a hígított kivonatoknak a sűrűtől és száraztól való megkülönböztetésére szolgál. E híg kivonatoknak a sűrű és a száraz fölött az az előnyük van, hogy könnyebben készíthetők, a hosszas besűrítés nem veszélyezteti a hatóanyagtartalmat, ami súlyszázalékban mindig ugyanannyi, mint az eredeti drogban volt és így adagjuk is ugyanolyan, mint magáé a nyers drogé. Amerikában már rég elterjedtek és hivatalosak. Az európai államok gyógyszerkönyvei (köztük a miénk II. kiadása is) több ilyen kivonatot tettek hivatalossá. A nálunk hivatalosak közül néhány: a cascara sagrada, a china, condurangó, a hydrastis canadensis, a kola-dió, és a secala cornutum fluid extractuma.